# Tinea occidentella
Tinea occidentella är en fjärilsart som beskrevs av Victor Toucey Chambers 1880. Tinea occidentella ingår i släktet Tinea och familjen äkta malar. Inga underarter finns listade i Catalogue of Life.